# White Tiger Demo
White Tiger är en demo av bandet White Tiger från 1988. Det var meningen att det skulle bli skiva två efter första skivan White Tiger (1986), men endast sju låtar hann skrivas och spelas in innan bandet splittrades.

## Låtlista
Alla låtar skrivna av Mark St. John och David Donato.
1. "Communicator"
2. "Live for Today"
3. "Rock City"
4. "Where Did This Love Go"
5. "Grace the Love"
6. "Break-in for the Answer"
7. "Young and Hungry"

## Medverkande
- Mark St. John - gitarr, bakgrundssång och produktion
- David Donato - sång
- Michael Norton - elbas
- Brian James Fox - trummor